# Bede Griffiths
Alan Richard Bede Griffiths - também conhecido como Swami Dayananda (‘bienaventuranza da compaixão’) - foi um monge e místico beneditino que viveu em áshrams no sul da Índia. Nasceu em Walton-on-Thames, Inglaterra, em 17 de dezembro de 1906 e faleceu em Shantivanam Āshram (Tamil Nadu, Índia) em 13 de maio de 1993.

## Biografia
Estudou literatura na Universidade de Oxford com o professor e apologeta do cristianismo C. S. Lewis, que tornou-se um amigo para toda a vida.
Em sua autobiografia The Golden String, Griffiths conta a história de sua conversão, em 1931, ao catolicismo enquanto era ainda estudante em Oxford.
Em dezembro de 1932, uniu-se à Abadia de Prinknash (perto de Gloucester) um monastério beneditino, onde em 1940 foi ordenado sacerdote.
Griffiths passou um tempo na abadia da Escócia, mas depois de duas décadas de vida em comunidade, mudou-se para Kengeri (Bangalore, Índia) em 1955 com a meta de construir um monastério ali.
Esse projeto não conseguiu se concretizar, mas em 1958 ajudou a estabelecer Kurisumala Áshram (Montanha da Cruz), um monastério de rito católico grego em Kerala.
Em 1968 transferiu-se para Shantivanam Áshram (Bosque da Paz) em Tamil Nadú.
Ainda que tenha permanecido como monge católico adotou algumas ideias hinduístas a respeito da vida monástica.
Griffiths escreveu doze livros sobre diálogo entre o cristianismo e o hinduísmo.
Explicou a doutrina indiana do Vejamānta com inspiração no cristianismo, chamada Sabedoria Cristã.
Morreu em Shantivanam em 1993.

### Do próprio Griffiths
- The Golden String: An Autobiography (1954), Templegate Publishers, 1980 edition: ISBN 0-87243-163-0, Medeio Média, 2003: ISBN 0-9725627-3-7
- Christ in Índia: Essays Towards a Hindu-Christian Dialogue (1967), Templegate Publishers, 1984, ISBN 0-87243-134-7
- Return to the Center (1976), Templegate Publishers, 1982, ISBN 0-87243-112-6
- Marriage of East and West: A Sequel to The Golden String, Templegate Publishers, 1982, ISBN 0-87243-105-3
- Cosmic Revelation: The Hindu Way to God, Templegate Publishers, 1983, ISBN 0-87243-119-3
- A New Vision of Reality: Western Science, Eastern Mysticism and Christian Faith, Templegate Publishers, 1990, ISBN 0-87243-180-0
- River of Compassion: A Christian Commentary on the Bhagavad Gita (1987), Element Books, 1995; reprint: ISBN 0-8264-0769-2
- Bede Griffiths, Templegate Publishers, 1993, ISBN 0-87243-199-1
- The New Creation in Christ: Christian Meditation and Community, Templegate Publishers, 1994, ISBN 0-87243-209-2
- (co-editor with Roland R. Ropers), Psalms for Christian Prayer, Harpercollins, 1996, ISBN 0-00-627956-2
- John Swindells (editor), A Human Search: Bede Griffiths Reflects on His Life: An Oral History, Triumph Books, 1997, ISBN 0-89243-935-1 (from 1992 Australian television documentary)
- Bruno Barnhart (editor), One Light: Bede Griffiths' Principle Writings, Templegate Publishers, 2001, ISBN 0-87243-254-8
- Thomas Matus (editor), Bede Griffiths: Essential Writings, Orbis Books, 2004, ISBN 1-57075-200-1

### A respeito de Griffiths
- Spink, Kathryn: A Sense of the Sacred: A Biography of Bede Griffiths. Orbis Books, 1989, ISBN 0-88344-442-9.
- Bruteau, Beatrice (editor): The Other Half of My Soul: Bede Griffiths and the Hindu-Christian Dialogue (ensaios em honra a Griffiths por Matthew Fox, Thomas Keating, Rupert Sheldrake, Thomas Berry, Judson Trapnell, Wayne Teasdale e outros). Quest Books, 1996, ISBN 0-8356-0717-8.
- Rajan, Jesu: Bede's Journey to the Beyond. Bangalore (Índia): Asian Trading Corporation, 1997, ISBN 81-7086-211-6.
- Trapnell, Judson B.: Bede Griffiths, Nova York: State University of New York Press, 2001, ISBN 0-7914-4871-1.
- Teasdale, Wayne: Bede Griffiths: An Introduction to His Interspiritual Thought. Skylight Paths Publishing, 2003, ISBN 1-893361-77-2.
- Du Boulay, Shirley: Beyond the Darkness: A Biography of Bede Griffiths. Alresford (RU): Ou Books, 2003, ISBN 1-903816-16-5.